# Банана (Демократична Республіка Конго)
Банана (фр. Banana) — невелике місто і морський порт в провінції Центральне Конго Демократичної Республіки Конго.

## Географія
Порт розташований на північному березі гирла річки Конго і відділений від океану косою завдовжки 3 км і шириною від 100 до 400 м. На північний захід від порту знаходиться місто Муанда, до якого вздовж берега прокладена дорога. Залізниці в Банані немає, найближчий аеропорт розташований в Муанде.

## Порт
Порт Банана складається з основного причалу довжиною 75 м і глибиною 5,18 м з двома невеликими кранами для обробки вантажів і декількох невеликих причалів. За 4 км від порту вгору по річці знаходиться нафтовий термінал, до якого є окрема під'їзна дорога.
Також є військово-морська база ВМС Демократичної Республіки Конго, яка частково утримується за допомогою КНР.

## Історія

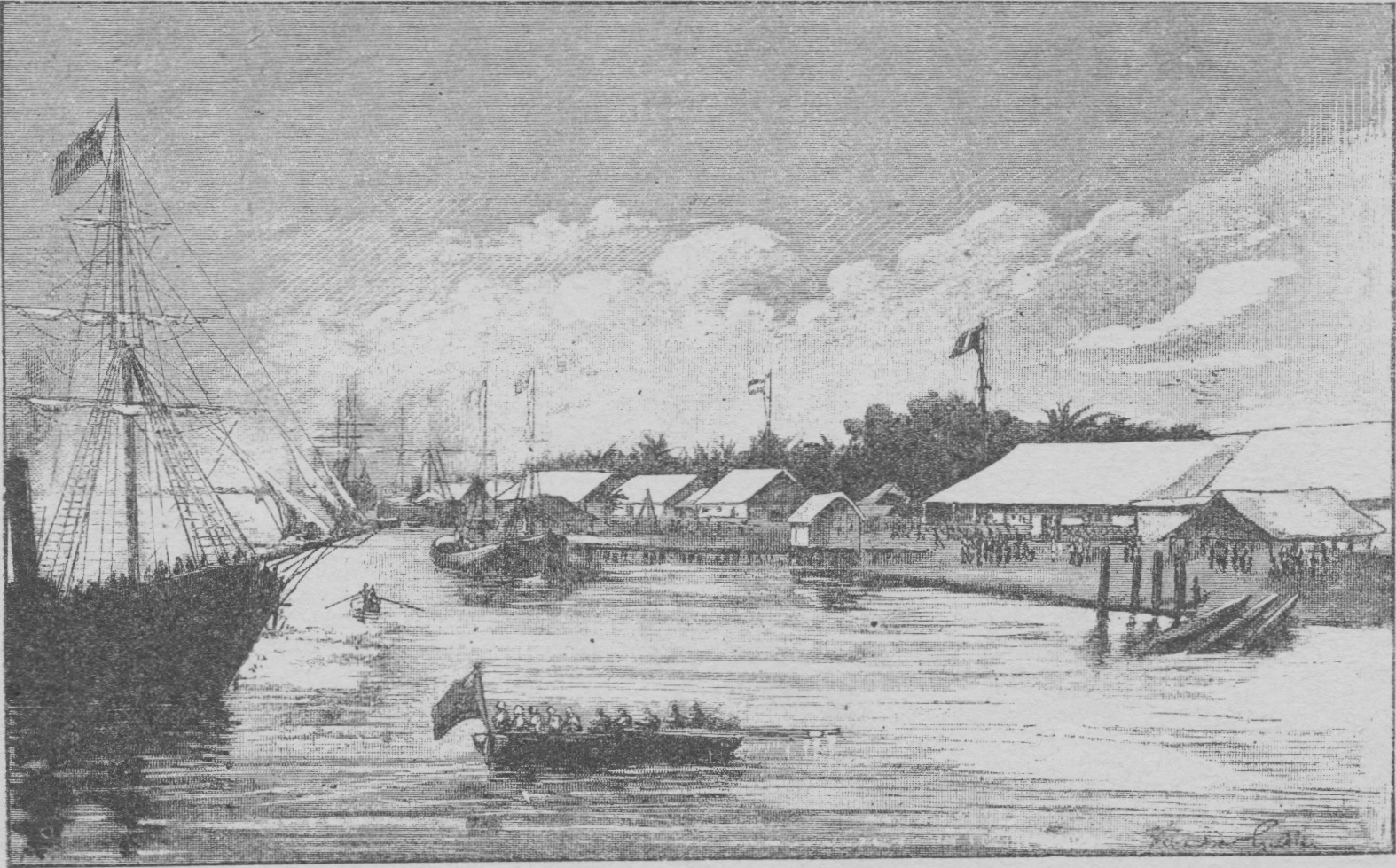
Прибуття в Банана експедиції Генрі Мортона Стенлі.

Місто було засноване в XIX столітті як порт, який в основному використовувався для работоргівлі. У 1879 році в Банана прибула експедиція Генрі Мортона Стенлі, фінансована королем Бельгії Леопольдом II. Після  Берлінської конференції (1884) європейські держави визнали басейн річки Конго за бельгійцями, і на церемонії, що відбулася в Банана в 1885 році, король оголосив про створення Вільної держави Конго, що поклало початок періоду європейської колонізації Африки. Банана була головною військово-морською базою Бельгійського Конго до проголошення незалежності в 1960 році.
У 2009 році в порту Банана було затримано судно «Ріоні», серед екіпажу було 10 громадян України. Морякам не дозволяли зійти на берег. В результаті помер один із членів екіпажу. Моряки змогли повернутися на батьківщину тільки через 9 місяців.
Судно затоплене поблизу берега, частково розграбовано.
З початку 2012 року в порту терпить лихо [Архівовано 18 лютого 2015 у Wayback Machine.] російське судно «Тюлень-6». На борту судна залишився один член екіпажу, що підтримує його в плавучому стані.